# 이언 구디슨
이언 디 수자 구디슨(영어: Ian De Souza Goodison, 1972년 11월 21일 ~ )은 자메이카의 전직 축구 선수로 현역 시절 수비수로 활약했으며 자메이카 대표팀 역사상 국제 A매치 최다 출전자이자 FIFA 센추리클럽에 가입한 9명의 자메이카 선수 중 한명이다.

## 같이 보기
- A매치 100경기 이상 출전한 축구 선수 명단